# Joey Killer
Joey Killer, skriven av Magnus Uggla, är en poplåt som Magnus Uggla framförde på albumet Den döende dandyn 1986.
Sångtexten, som speglar en samtid där hårdrock och heavy metal blivit populärt, driver med en vanlig bild av de brukade klassas som typiska "hårdrockare", och hur många av dessa utåt försöker framstå som tuffa men egentligen vill vara hos mamma.
Många trodde att Joey Killer skulle föreställa Joey Tempest i Europe, men Magnus Uggla sade att det är fel. Idén fick han av Ola Håkansson som sett en repetition med Noice, som repade "I natt é hela stan vår" på hög volym, och plötsligt öppnades replokalens dörr och där stod mamma med bullar, och rykande choklad.
Singeln toppade den svenska singellistan under perioden 24 september till 5 november 1986 och blev Magnus Ugglas första singeletta i Sverige.
Melodin testades på Trackslistan, där den låg i fem veckor under perioden 20 september 1986 till 17 januari 1987, där den toppade listan under andra och tredje veckan där. Melodin testades också på Svensktoppen, där den låg i nio veckor under perioden 12 oktober till 7 december 1986 , och låg på andra plats de sex första veckorna som högsta placering där. Med Joey Killer låg Magnus Uggla för gången både på Svensktoppen och Trackslistan.

## Listplaceringar
| Lista (1986) | Position |
| ------------ | -------- |
| Sverige      | 1        |